# Livia vernalis
Livia vernalis är en insektsart som beskrevs av Fitch 1851. Livia vernalis ingår i släktet Livia och familjen rundbladloppor. Inga underarter finns listade i Catalogue of Life.